# Мейська-Домброва
Мейська-Домброва (пол. Miejska Dąbrowa) — село в Польщі, у гміні Ґловачув Козеницького повіту Мазовецького воєводства.
Населення — 334 особи (2011).
У 1975-1998 роках село належало до Радомського воєводства.

## Демографія
Демографічна структура станом на 31 березня 2011 року:
|          | Загалом | Допрацездатний вік | Працездатний вік | Постпрацездатний вік |
| -------- | ------- | ------------------ | ---------------- | -------------------- |
| Чоловіки | 177     | 44                 | 121              | 12                   |
| Жінки    | 157     | 33                 | 96               | 28                   |
| Разом    | 334     | 77                 | 217              | 40                   |